# Hendrik van Laach

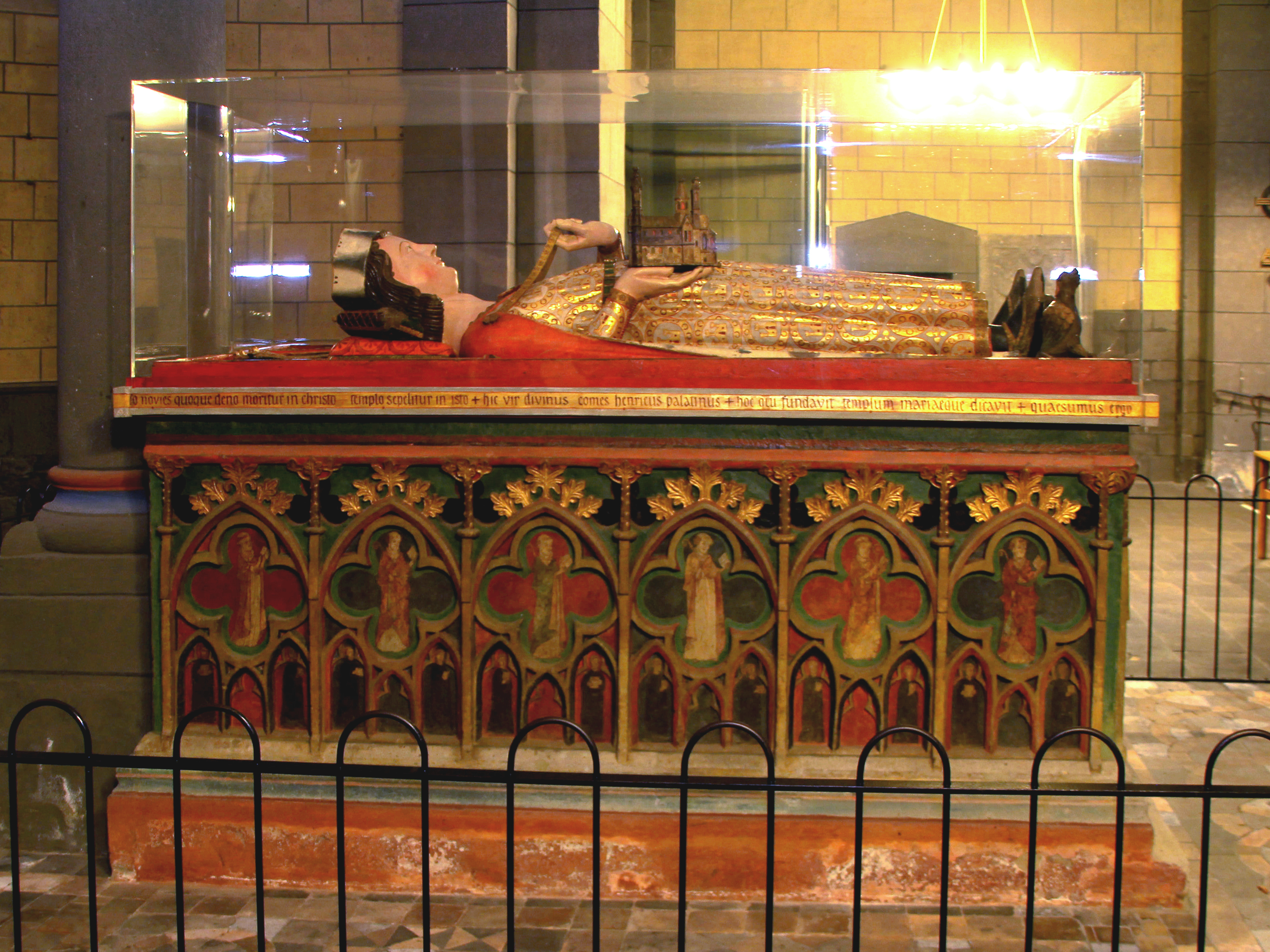
Graf van paltsgraaf Hendrik van Laach in de abdij Maria Laach

Hendrik van Laach (ook: paltsgraaf Hendrik II van Lotharingen; ±1050 - 1095 te Laach), van het huis Wigerik-Gleiberg-Luxemburg, was vanaf 1085 (of uiterlijk 1087) Paltsgraaf aan de Rijn. Hij was gehuwd met Adelheid van Weimar-Orlamünde (ca. 1055, † 28 maart 1100).

## Levensloop
Hendrik was een kleinzoon van graaf Frederik van Luxemburg, en een achterneef van keizerin Cunegonde. Zijn vader Diederik moet de vijfde van zes zonen geweest zijn. Hendrik erfde van hem het gebied aan de Laacher See waar hij zijn kasteel bouwde en waarnaar hij zich "van Laach" noemde.
Hendrik was graaf in de Mayengouw en Engersgouw. Hij stond aan de zijde van keizer Hendrik IV in zijn confrontatie met de opstandige vorsten rond tegenkoning Rudolf van Zwaben en vocht aan de zijde van Hendrik IV in de beslissende slag bij Hohenmölsen in 1080. Hij steunde de keizer ook tegen de volgende tegenkoning Herman van Salm.
Na de dood van paltsgraaf Herman II van Lotharingen in 1085 trouwde Hendrik diens weduwe Adelheid van Weimar-Orlamünde (†1100). Dit leverde hem het paltsgraafschap van Lotharingen als bruidsschat op, hetgeen keizer Hendrik IV als beloning voor zijn loyaliteit bevestigde. Zo begon de verschuiving van het paltsgraafschap naar het zuiden, en Hendrik werd als eerste "paltsgraaf aan de Rijn" genoemd. In 1090 diende hij als regent voor de keizer toen deze in Italië verbleef.
Hendrik adopteerde Siegfried I, de zoon van Adelheid uit haar eerste huwelijk met de Ascaniër Adalbert II van Ballenstedt, welke hem na zijn dood in 1099 opvolgde als paltsgraaf.

## Stichting klooster Laach
In 1093 stichtten Hendrik en Adelheid op de zuidelijke oever van de Laacher See tegenover zijn kasteel de abdij Laach als "Abbatia ad lacum" ("Abdij aan het meer").
De eerste monniken kwamen uit de Sint-Maximinusabdij te Trier, op instigatie van de aartsbisschop van Trier Engelbert van Rothenburg, wiens naam in de stichtingsoorkonde vermeld werd.
Na de dood van Hendrik in 1095 werden de bouwwerkzaamheden waarschijnlijk door zijn weduwe voortgezet. Na haar dood in 1100 te Echternach werden ze onderbroken. In 1112 liet zijn stiefzoon Siegfried de bouw hervatten. In 1127 werd Giselbert van de Benedictijner abdij van Affligem in het landgraafschap Brabant als abt naar Laach geroepen, dat aanvankelijk onder de abdij van Affligem viel. In 1138 werd hij de eerste abt van de onafhankelijk abdij (†1152 te Laach begraven).